# Układ różniczkujący
Układ różniczkujący – układ elektroniczny którego napięcie wyjściowe jest proporcjonalne do szybkości zmian napięcia wejściowego. Układy różniczkujące buduje się jako aktywne i pasywne.

## Teoria

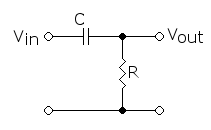
Pasywny układ różniczkujący

Aktywny układ różniczkujący

Układ różniczkujący składa się z kondensatorów i rezystorów (rzadziej z cewek i rezystorów). Działanie układu opiera się na relacji pomiędzy prądem i napięciem na kondensatorze.
{\displaystyle i=C{\frac {dU}{dt}}.}
W przypadku układu aktywnego prąd płynący przez kondensator jest proporcjonalny do pochodnej napięcia wejściowego po czasie. W układzie pasywnym zależność tę przyjmuje się z pewnym przybliżeniem. Prąd kondensatora płynie również przez rezystor. Napięcie na rezystorze, równe napięciu wyjściowemu, określa prawo Ohma.
- Dla układu pasywnego:

{\displaystyle i={\frac {U_{R}}{R}},}
{\displaystyle U_{we}=U_{C}+U_{R}.}
Po zróżniczkowaniu powyższych równań otrzymamy:
{\displaystyle {\frac {dU_{we}}{dt}}={\frac {dU_{C}}{dt}}+R{\frac {di}{dt}}={\frac {i}{C}}+R{\frac {di}{dt}}.}
Przy zastosowaniu przybliżenia:
{\displaystyle \left|{\frac {i}{C}}\right|\gg R\left|{\frac {di}{dt}}\right|,}
wtedy
{\displaystyle {\frac {dU_{we}}{dt}}={\frac {dU_{C}}{dt}}\cong {\frac {i}{C}}}
i ostatecznie:
{\displaystyle U_{wy}\cong RC{\frac {dU_{we}}{dt}}.}
- Dla układu aktywnego:

{\displaystyle i_{C}=i_{R}=i\quad U_{-}=U_{+}=0} oraz {\displaystyle U_{wy}=-U_{R}}
{\displaystyle C{\frac {dU_{we}}{dt}}-{\frac {U_{wy}}{R}}=0,}
stąd:
{\displaystyle U_{wy}=-RC{\frac {dU_{we}}{dt}},}
co potwierdza, że napięcie wyjściowe jest proporcjonalne do pochodnej napięcia wejściowego.
gdzie:
{\displaystyle i} – prąd płynący przez kondensator i rezystor,
{\displaystyle C} – pojemność,
{\displaystyle U_{C}} – napięcie na kondensatorze,
{\displaystyle R} – rezystancja opornika,
{\displaystyle U_{wy}} – napięcie wyjściowe równe napięciu na rezystorze,
{\displaystyle U_{we}} – napięcie wejściowe, w przybliżeniu równe napięciu na kondensatorze.

## Zastosowanie
Układy różniczkowe są używane głównie w filtrach górnoprzepustowych, w systemach automatyki do przetwarzania sygnału. Były stosowane w pierwszej połowie XX w. w maszynach analogowych do symulacji elektrycznej rozwiązań równań różniczkowych.